# Krucemburk
Krucemburk – miasteczko i gmina w Czechach, w powiecie Havlíčkův Brod, w kraju Wysoczyna. 1 stycznia 2014 liczyła 1577 mieszkańców.